# Aimery IV. (Thouars)
Aimery IV. (* wohl 1020/25; † ermordet 1093) wurde um 1050 Vicomte de Thouars. Er war ein typischer Ritter seiner Zeit, der in ständigem Konflikt mit seinen Nachbarn lebte, aber auch gegen die Muslime auf der Iberischen Halbinsel und mit den Normannen in England kämpfte – und sich zumindest in den beiden letzten Fällen hinterher mit reicher Beute auf seinen Besitz zurückzog.

## Leben
Aimery war der Sohn von Geoffroy II., Vicomte de Thouars (1010/um 1055 bezeugt), und Aénor/Éléonore (1028/60 bezeugt). 1055 begann sein Bündnis mit Geoffroy Martel, Graf von Anjou, gegen Wilhelm II., Herzog der Normandie; er nahm an der Belagerung von Ambrières teil, einer Burg, die Wilhelm an der Grenze der Grafschaft Maine hatte bauen lassen.
Aimery IV. war einer der Adligen des Poitou, die 1064 unter Führung von Herzog Wilhelm VIII. von Aquitanien Sancho I. Ramirez, König von Aragón, bei der Belagerung von Barbastro zu Hilfe kamen. Dies war der erste vom Papst organisierte Feldzug, hier Papst Alexander III., gegen eine muslimische Stadt – ein Vorgriff auf die späteren Kreuzzüge. Barbastro wurde erobert, die Einwohner wurden getötet, eine immense Beute wurde gemacht; allerdings ging die Stadt nach einigen Jahren wieder verloren.
1066 schloss er sich der normannischen Eroberung Englands an und zählt dabei zu den wenigen proven companions des normannischen Herzogs. Bei der Schlacht von Hastings am 14. Oktober 1066 befehligte er eine aus Poitevins, Bretonen und Angevins bestehende Streitmacht. Nach dem Sieg ließ er sich nicht in England nieder, sondern zog sich mit einer großen Summe Geld nach Frankreich zurück.
1080 ließ er in Thouars die Burg neu bauen, ebenso wie in La Chaize bei La Roche-sur-Yon, das zu seinem Besitz gehörte, daneben eine Kirche, die Nikolaus von Myra geweiht wurde. Anfang der 1090er Jahre griff er Pierre de Mortagne an, dessen Burg er besetzte.
Anfang 1093 wurde er von zweien seiner Ritter ermordet. Er wurde in der genannten Nikolauskirche in La Chaize bestattet.

## Ehe und Familie
Um 1045 hatte Aimery Orengarde de Mauléon († nach 1069) geheiratet, Schwester von Raoul und Geoffroy de Mauléon. Ihre Kinder waren:
- Aimery, vor 1090 bezeugt
- Raoul, vor 1090/um 1094 bezeugt, um 1094 Vicomte de Thouars (1060–1092), Stammvater der weiteren Herren von Mauléon; ⚭ NN de Mareuil
- Arbert/Herbert II., X 28. Mai 1102 vor Jaffa, 1088 bezeugt, Vicomte de Thouars, 1101 Kreuzfahrer, in der Nikolauskirche von Jaffa bestattet; ⚭ (1) vor 1095 Agnès; ⚭ (2) Hildiarde, um 1123 bezeugt
- Geoffroy III., * 1040, 1088/1123 bezeugt, 1101 Kreuzfahrer, 1104 Vicomte de Thouars; ⚭ Ameline, um 1106/1123 bezeugt
- Geoffroy IV. de Tiffauges, 1090/1131 bezeugt, 1131 Vicomte de Thouars
- Hildegarde/Aldéarde, † nach 7. Dezember 1099; ⚭ vor 1060 Hugues VI. de Lusignan dit le Diable, Sire de Lusignan, † 1106/10 (Haus Lusignan)
- Aliénor/Éléonore, 1088 und wohl 1108 bezeugt; ⚭ um 1075 Boson II., Vicomte de Châtellerault, um 1070/um 1095 bezeugt

In zweiter Ehe heiratete Aimery Marie (um 1080 bezeugt), in dritter Ehe Ameline (1088/93 bezeugt).

## Weblink
- Charles Cawley, Medieval Lands, Vicomtes de Thouars (online)